# 角川村
角川村（つのかわむら）は山形県最上郡にあった村。現在の戸沢村角川にあたる。

## 地理
- 山：日山、高森山（2ヶ所）、柴倉山、火打岳、立原山、クミケ森山、剣崎山、鳥形山、高倉山、志賀山、大葉山、今楯山、大森山、黒倉山

## 歴史
- 1892年（明治25年）7月8日 - 飽海郡古口村の一部（大字角川）が分立して発足。
- 1938年（昭和13年）8月20日 - 全国初の市町村単位による国民健康保険組合の認可。収入が少ない者については山林伐採の日当を保険料に充当するなどして加入率99%でスタート[1]。
- 1955年（昭和30年）4月1日 - 飽海郡古口村・戸沢村と合併し、改めて古口村が発足。同日角川村廃止。